# Nami Sano
Nami Sano (佐野 菜見, Sano Nami), née le 17 avril 1987 et morte le 5 août 2023 est une mangaka japonaise, connue pour sa série Sakamoto, pour vous servir !.

## Biographie
Née dans la préfecture de Hyōgo le 17 avril 1987, Nami Sano commence sa carrière de mangaka en 2010 avec le one-shot Non-Sugar Coffee, publié dans le magazine Fellows!. Sakamoto, pour vous servir !, sa première série, était initialement un one-shot publié dans Fellows ! en août 2011, avant d'être publié en feuilleton dans le même magazine, rebaptisé plus tard Harta, jusqu'en décembre 2015,. La série suit un lycéen nommé Sakamoto, qui a la réputation d'être la personne "la plus cool" de tous les étudiants de son école. Elle est adaptée en anime en 2016. Son deuxième manga, Migi to Dali, est sérialisé dans Harta de juin 2017 à novembre 2021,. Il est également adapté en série animée en 2023.
Sano meurt d'un cancer le 5 août 2023, âgée de 36 ans. Sa mort est révélée publiquement le 16 août.

## Œuvre
- Non-Sugar Coffee (ノンシュガーコーヒー?) (2010, one-shot publié dans Fellows!)[1]
- Katahaba Hiroshi (肩幅ひろし?) (2011, one-shot publié dans Costume Fellows! 2011)[9]
- Sakamoto, pour vous servir ! (坂本ですが?, Sakamoto desu ga??) (2011–2015, paru dans Harta)[1],[2]
- Hito Yonde 8823 (人よんで8823?) (2016, one-shot publié dans Harta)[10]
- Migi to Dali (ミギとダリ?) (2017–2021, paru dans Harta)[5]

### Traductions françaises
- Sakamoto, pour vous servir ! 1 (2014) (trad. par Fabien Nabhan)  (ISBN 979-1091610551)
- Sakamoto, pour vous servir ! 2 (2014) (trad. par Fabien Nabhan)  (ISBN 979-1091610711)
- Sakamoto, pour vous servir ! 3 (2015) (trad. par Fabien Nabhan)  (ISBN 979-1091610964)
- Sakamoto, pour vous servir ! 4 (2016) (trad. par Fabien Nabhan)  (ISBN 978-2372871372)